# Don L. Anderson

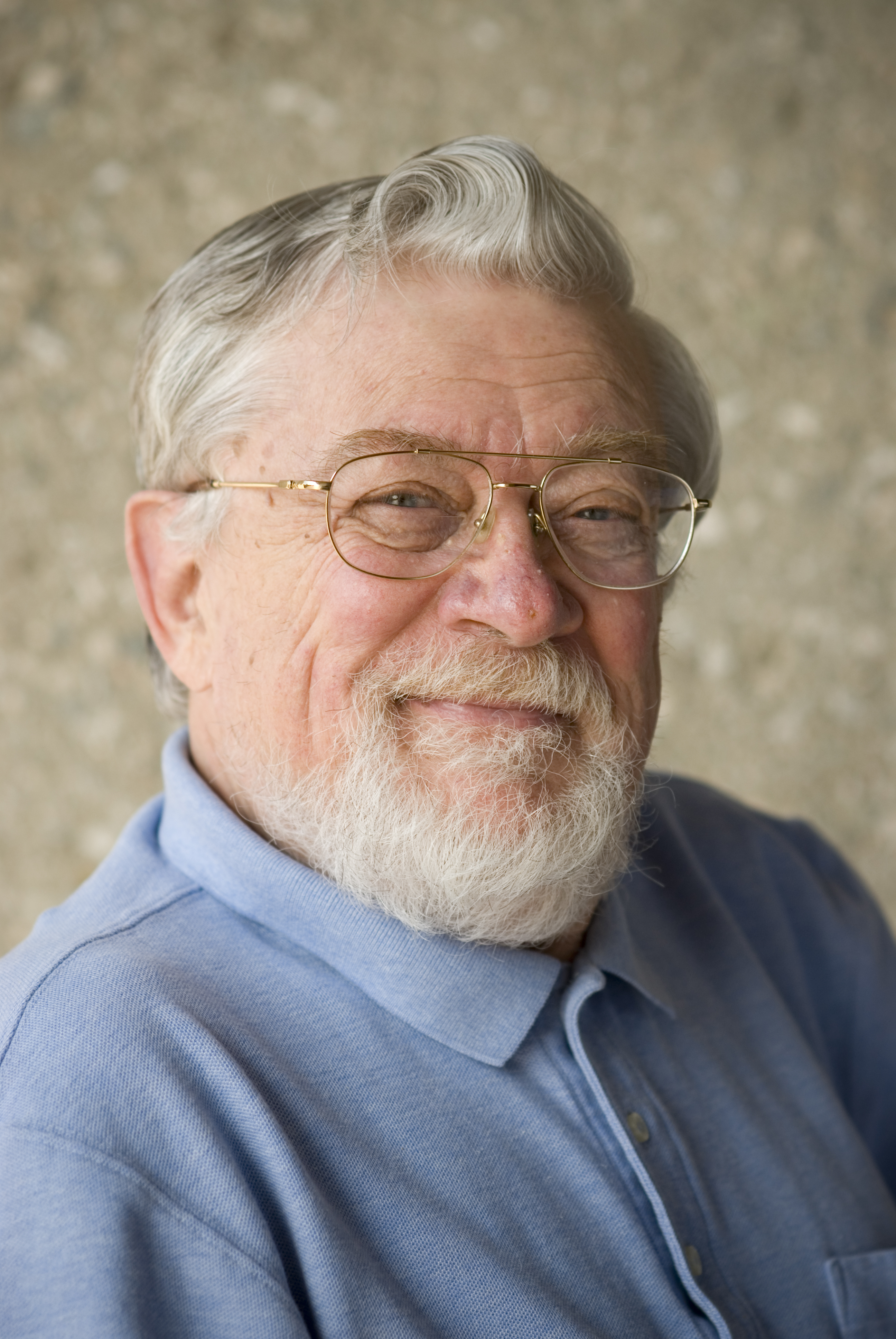
Don L. Anderson

Don Lynn Anderson (* 5. März 1933 in Frederick, Maryland, USA; † 2. Dezember 2014 in Cambria, Kalifornien, USA) war ein US-amerikanischer Geophysiker, der vor allem als Seismologe wichtige Beiträge zur Bestimmung der großräumigen Struktur des Erdinnern geleistet hat. Er war zuletzt emeritierter Eleanor and John R. McMillan Professor für Geophysik am California Institute of Technology (Caltech).

## Lebenslauf und wissenschaftliche Hauptleistungen
Nach dem Erwerb des Bachelor of Science in Geologie/Geophysik am Rensselaer Polytechnic Institute (1955) arbeitete Anderson einige Jahre in der Industrie und beim Militär, bevor er ans Caltech wechselte und dort 1962 in Geophysik und Mathematik promovierte. 1963 wurde er Sloan Research Fellow. Seine gesamte folgende wissenschaftliche Laufbahn verbrachte er im Wesentlichen auch am Seismological Laboratory des Caltech.
Vor allem in den 1960er und 1970er Jahren haben Anderson und seine Mitarbeiter die Zusammenhänge zwischen dem Verhalten der Gesteine des Erdmantels unter hohen Drücken und Temperaturen, Phasentransformationen von Mantelmineralen und dem Auftreten von Erdbeben erforscht. Außerdem haben sie mit seismologischen Methoden Konvektionsströme im Erdmantel untersucht und damit entscheidend zum Verständnis tektonischer Plattenbewegungen beigetragen. Diese Forschungen haben unter anderem 1981 in Zusammenarbeit mit Adam M. Dziewonski zur Entwicklung des Preliminary Reference Earth Model (PREM) geführt, das ein konsistentes radiales Modell der Erde für zahlreiche wichtige geophysikalische Parameter (u. a. seismische Geschwindigkeiten, Dämpfung und Dichte) etabliert.
Seit den 1980er Jahren ist er auch durch einige unkonventionelle, provokative und umstrittene Ideen hervorgetreten, die von der gängigen Lehrmeinung abweichen. Dazu gehört insbesondere ein alternatives Modell für die mineralogische Zusammensetzung des oberen Mantels, demzufolge dessen tiefere Bereiche aus Piklogit, einem relativ pyroxen- und granatreichen Gestein, und nicht aus dem olivin-dominierten Peridotit mit der Zusammensetzung von Pyrolit bestehen. Eine andere These von Anderson ist die, dass die von W. Jason Morgan entwickelte Theorie von konvektiven Plumes im Erdmantel ungültig ist und „Hotspots“ und ozeanische Inseln wie Hawaii oder Island stattdessen durch chemisch-mineralogische Anomalien im oberen Erdmantel hervorgerufen werden.
Er hat außerdem mit Theory of the Earth ein einflussreiches und weit verbreitetes Lehrbuch geschrieben.
Für seine wissenschaftlichen Leistungen erhielt Anderson zahlreiche Auszeichnungen, unter anderem die James B. Macelwane Medal (1966), die Emil-Wiechert-Medaille der Deutschen Geophysikalischen Gesellschaft (1986), die Goldmedaille der Royal Astronomical Society (1988), die William Bowie Medal der American Geophysical Union (1991), den Crafoord-Preis der Königlichen Schwedischen Akademie der Wissenschaften (1998, mit Dziewonski) und die National Medal of Science der USA (1998). 1972 wurde er in die American Academy of Arts and Sciences gewählt, 1982 in die National Academy of Sciences und 1990 in die American Philosophical Society.

## Publikationen (Auswahl)
- Adam M. Dziewonski, D. L. Anderson: Preliminary reference Earth model. Physics of the Earth and Planetary Interiors 25, S. 297–356 (1981)
- Don L. Anderson: Theory of the Earth (Memento vom 30. Juni 2011 im Internet Archive). Blackwell Scientific Publications (1989)
- Don L. Anderson, Adam M. Dziewonski: Seismische Topographie – 3D-Bilder des Erdmantels. In: Spektrum der Wissenschaft  Verständliche Forschung: Die Dynamik der Erde. Spektrum Verlag Heidelberg 1988, Seite 70–79.